# 이스토치노사라예보

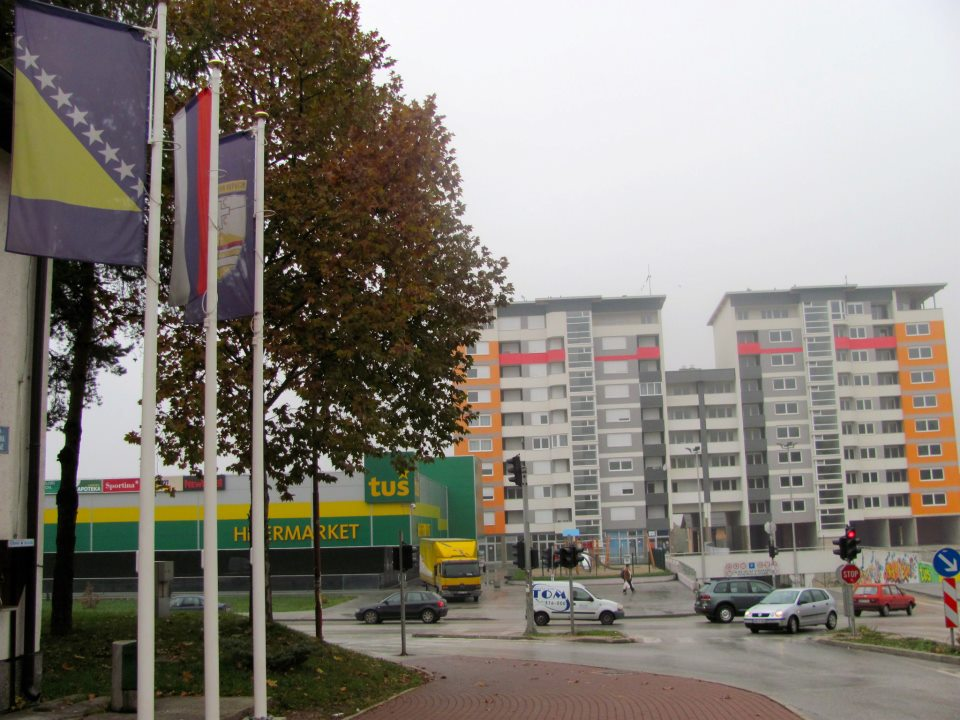
이스토치노사라예보

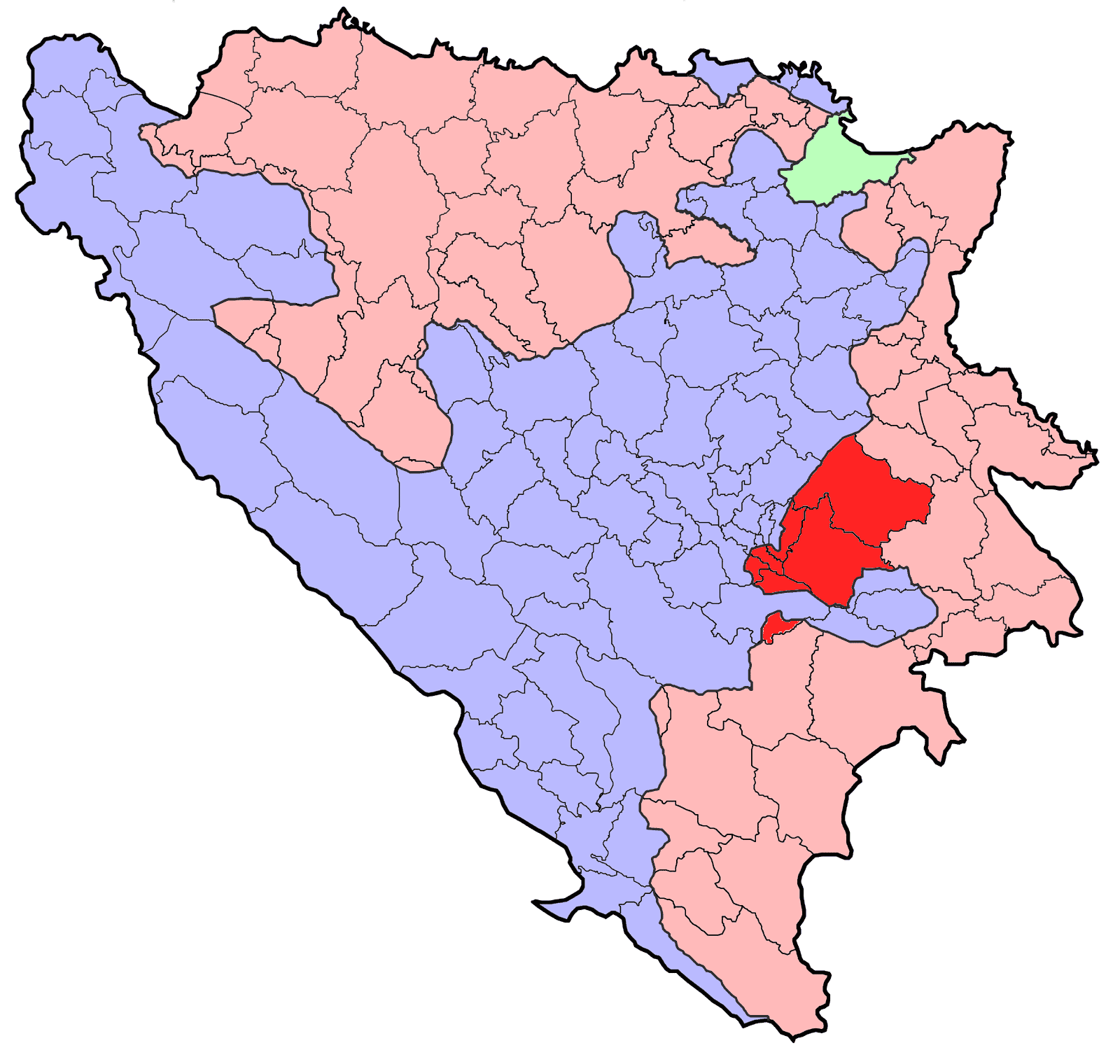
이스토치노사라예보의 위치

이스토치노사라예보(세르비아어: Источно Сарајево, Istočno Sarajevo, 크로아티아어: Istočno Sarajevo, 보스니아어: Istočno Sarajevo, "동(東)사라예보"라는 뜻)는 보스니아 헤르체고비나의 도시로 면적은 1,450km2, 인구는 100,000명이다. 사라예보(보스니아 헤르체고비나의 수도) 북동부를 관할한다. 스릅스카 공화국의 법적(de jure) 수도이지만 바냐루카가 사실상(de facto)의 수도 역할을 한다.

시기

## 지방 자치체
이스토치노사라예보는 다음과 같은 지방 자치체를 관할한다.
1. 이스토치나일리자 (Istočna Ilidža)
2. 이스토치노노보사라예보 (Istočno Novo Sarajevo, 옛 이름 루카비차(Lukavica))
3. 이스토치니스타리그라드 (Istočni Stari Grad)
4. 팔레 (Pale)
5. 소콜라츠 (Sokolac)
6. 트르노보 (Trnovo)

## 명칭
원래는 스릅스코사라예보(Српско Сарајево, Srpsko Sarajevo, "세르비아인의 사라예보"라는 뜻)라고 불렀지만 보스니아 헤르체고비나 헌법 재판소로부터 도시 이름이 헌법에 위배된다는 판결을 받은 이후부터 지금과 같은 이름으로 바뀌었다.

## 사진

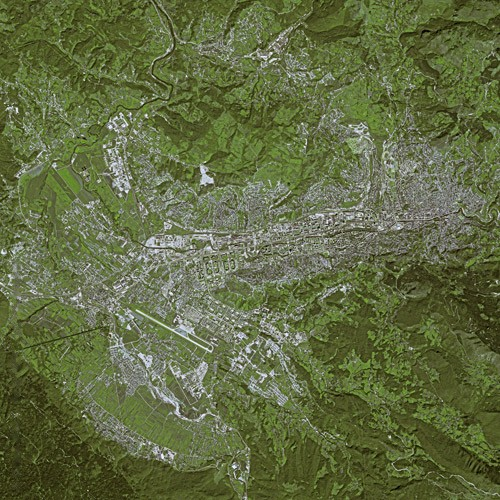
인공위성이 촬영한 이스토치노사라예보